# Альфа-гидроксикислота
Альфа-гидроксикислота (АГК) — это класс органических кислот, которые содержат углеродный атом с гидроксильной группой (OH) в альфа-положении относительно карбоксильной группы (COOH). Некоторые известные представители АГК включают гликолевую кислоту, молочную кислоту и яблочную кислоту. Эти кислоты могут использоваться в косметических продуктах, так как они могут помогать в отшелушивании клеток кожи и улучшении ее внешнего вида.